# Rubus arabicus
Rubus arabicus är en rosväxtart som först beskrevs av Defl., och fick sitt nu gällande namn av Georg August Schweinfurth. Rubus arabicus ingår i släktet rubusar, och familjen rosväxter. Inga underarter finns listade i Catalogue of Life.